# L'Affaire Protar
Pour plus de détails, voir Fiche technique et Distribution.
L'Affaire Protar (Afacerea Protar) est un film roumain réalisé par Haralambie Boros, sorti en 1956.

## Fiche technique
- Titre : L'Affaire Protar
- Titre original : Afacerea Protar
- Réalisation : Haralambie Boros
- Scénario : Sorana Coroama Stanca d'après la pièce de théâtre Ultima Ora de Mihail Sebastian
- Musique : Gherase Dendrino
- Photographie : Ion Cosma
- Montage : Aurelia Simionov
- Pays :  Roumanie
- Genre : Comédie
- Durée : 85 minutes
- Dates de sortie : 
  - Roumanie : 5 octobre 1956

## Distribution
- Ion Iancovescu : Borcea
- Ion Fintesteanu : Bucsan
- Radu Beligan : le professeur Alexandru Andronic
- Ioana Zlotescu : Magda Minu
- Jenica Constantinescu : Stefanescu
- Ion Talianu : Agopian
- Ion Lucian : Pompilian
- Florin Vasiliu : Voicu
- Nicolae Gardescu : Branescu
- Maria Vauvrina : Ana
- Zoe Anghel Stanca : Werner
- Haralambie Polizu : Nita

## Distinctions
Le film a été présenté en sélection officielle en compétition au Festival de Cannes 1956.

## Accueil
François Truffaut a dit du film : « C’est une œuvre amusante. Mais la mise en scène est inexistante et le jeu des acteurs inqualifiable. Est-ce vraiment le meilleur film roumain de l’année ? ».